# Yu Fengtong
Yu Fengtong, né le 15 décembre 1984 à Yichun, est un patineur de vitesse chinois spécialiste du 500 et du 1 000 m. En 2009, il a obtenu la médaille de bronze du 500 m aux Mondiaux puis a gagné la Coupe du monde de la spécialité.

## Palmarès
- Jeux olympiques d'hiver
  - Ses meilleurs résultats olympiques sont les cinquième et septième place obtenues sur le 500 m respectivement en 2006 et 2010.

- Championnats du monde
  -  Médaille de bronze sur 500 m en 2009 à Richmond

- Coupe du monde
  - Vainqueur du classement du 100 m en 2004 et 2005.
  - Vainqueur du classement du 500 m en 2009.